# Marathon van Turijn 2005
De marathon van Turijn 2005 vond plaats op zondag 17 april 2005 in Turijn. Het was de negentiende editie van deze marathon. De wedstrijd bij de mannen werd gewonnen door de Italiaan Danilo Goffi. Hij blijf zijn landgenoot Francesco Bennici slechts drie seconden voor. Bij de vrouwen was de Keniaanse Beatrice Omwanza het snelste en won de wedstrijd in 2:30.41.

## Uitslagen

### Mannen
| rang   | naam                    | land | tijd    |
| ------ | ----------------------- | ---- | ------- |
| Goud   | Danilo Goffi            | ITA  | 2:11.13 |
| Zilver | Francesco Bennici       | ITA  | 2:11.16 |
| Brons  | David Makori            | KEN  | 2:11.40 |
| 4      | Abdelkedir Lamachi      | MAR  | 2:11.55 |
| 5      | David Mandago           | KEN  | 2:12.50 |
| 6      | Solomon Rotich          | KEN  | 2:14.33 |
| 7      | Habtamu Bekele          | ETH  | 2:16.52 |
| 8      | Stephen Rerimoi         | KEN  | 2:17.19 |
| 9      | Philemon Boit           | KEN  | 2:18.26 |
| 10     | Sergey Emelyanov        | RUS  | 2:19.34 |
| 11     | Samson Kosgei           | KEN  | 2:20.26 |
| 12     | Julius Rotich           | KEN  | 2:22.10 |
| 13     | Jose Cicero Eloy        | BRA  | 2:22.24 |
| 14     | Benazzouz Slimani       | ITA  | 2:22.37 |
| 15     | Sanchez Gerardo Becerra | MEX  | 2:22.45 |
| 16     | Nikolai Kerimov         | RUS  | 2:22.56 |
| 17     | Gebremedhin Gebremarian | ETH  | 2:23.21 |
| 18     | Andrea Giorgianni       | ITA  | 2:28.12 |
| 19     | Juan-Jesus Casanova     | ESP  | 2:28.23 |
| 20     | Angel Valderrama        | ESP  | 2:29.48 |

### Vrouwen
| rang   | naam                 | land | tijd    |
| ------ | -------------------- | ---- | ------- |
| Goud   | Beatrice Omwanza     | KEN  | 2:30.41 |
| Zilver | Alevtina Biktimirova | RUS  | 2:31.40 |
| Brons  | Rita Jeptoo          | KEN  | 2:31.51 |
| 4      | Marcella Mancini     | ITA  | 2:33.17 |
| 5      | Meseret Kotu         | ETH  | 2:35.48 |
| 6      | Anna Rahm            | SWE  | 2:36.35 |
| 7      | Ewa Kepa             | ITA  | 2:56.58 |
| 8      | Domenica Wojnowski   | ITA  | 2:57.31 |
| 9      | Alice Bertero        | ITA  | 3:02.26 |
| 10     | Annja Bartlmä        | ITA  | 3:04.09 |

1974 ·
1975 ·
1976 ·
1977 ·
1978 ·
1979 ·
1980 ·
1981 ·
1982 ·
1983 ·
1984 ·
1985 ·
1986 ·
1987 ·
1988 ·
1989 ·
1990 ·
1991 ·
1992 ·
1993 ·
1994 ·
1995 ·
1996 ·
1997 ·
1998 ·
1999 ·
2000 ·
2001 ·
2002 ·
2003 ·
2004 ·
2005 ·
2006 ·
2007 ·
2008 ·
2009 ·
2010 ·
2011 ·
2012 ·
2013 ·
2014 ·
2015 ·
2016 ·
2017